# Россіф Сазерленд
Россіф Сазерленд (англ. Rossif Sutherland; нар. 25 вересня 1978, Ванкувер, Британська Колумбія, Канада) — канадський актор. Найбільш відомий за ролями в серіалах «Кінг» (детектив Пен Мартін) і «Царство» (Нострадамус).

## Біографія
Сазерленд народився у Ванкувері, його батьками є канадські актори Дональд Сазерленд і Франсін Расетт. У нього є брати Ангус Сазерленд, Роег Сазерленд, також актори, і зведені брат і сестра, Кіфер Сазерленд, відомий актор, і його сестра-близнюк Рейчел [1]. Сазерленд був названий на честь режисера Фредеріка Росифа

### Особисте життя
20 лютого 2016 одружився з актрисою Селін Сінден (рід. 31.07.1988), колезі по телесеріалу «Царство». У подружжя є син Теодор (7.02.2016)

## Кар'єра
Сазерленд з'являвся в таких фільмах, як «У пастці часу» (Франсуа Донтель) і «Червоні двері» (Алекс). У нього була періодична роль в телешоу «Швидка допомога» в 10 сезоні. Також він знявся в епізодичній ролі в телесеріалі «Монк» в епізоді "Mr. Monk and the Other Detective ".
Сазерленд також знявся у фільмі «Матч бідняка» з Денні Гловером, комедійному фільмі 2009 року «Все або нічого» з Тімоті Оліфант і в комедії 2010 «Художник-злодій» з власним батьком Дональда Сазерленда. У 2012 році він приєднався до акторського складу телешоу «Кінг», а в 2013 році отримав другорядну роль в історичному серіалі «Царство».

## Фільмографія

### Кіно
| Рік  | Українська назва       | Оригінальна назва   | Роль            | Примітки |
| ---- | ---------------------- | ------------------- | --------------- | -------- |
| 2003 | У пастці часу          | Timeline            | Франсуа Донтель |          |
| 2005 | Червоні двері          | Red Doors           | Алекс           |          |
| 2006 | Мене звати Рід Фіш     | I'm Reed Fish       | Гейб            |          |
| 2007 | Матч бідняка           | Poor Boy's Game     | Донні Роуз      |          |
| 2009 | Усе або нічого         | High Life           | Біллі           |          |
| 2010 | Художник-злодій        | The Con Artist      | Вінс            |          |
| 2011 | Я твій                 | I'm Yours           | Роберт          |          |
| 2012 | Найстрашніший фільм 3D | Dead Before Dawn 3D | Бьорт Рамсфілд  |          |
| 2020 | У чужій шкурі          | Posessor            |                 |          |

### Телебачення
| Рік     | Українська назва | Оригінальна назва | Роль                | Примітки                                  |
| ------- | ---------------- | ----------------- | ------------------- | ----------------------------------------- |
| 2003-04 | Швидка допомога  | ER                | Лестер Кертценштейн | Другорядна роль; 11 епізодів              |
| 2005    | Детектив Монк    | Monk              | Вик Бланшар         | Эпізод «Mr. Monk and The Other Detective» |
| 2011    | Бути Ерікою      | Being Erica       | Емметт              | Эпізод «Being Ethan»                      |
| 2012    | Кінг             | King              | детектив Пен Мартін | Головна роль; 13 епізодів                 |
| 2013-14 | Перетинаючи межу | Crossing Lines    | поліцейский         | Другорядна роль; 4 епізоди                |
| 2013    | Надламані        | Cracked           | Тімоті Лоутон       | Епізод «Hideaway»                         |
| 2013-16 | Царство          | Reign             | Нострадамус         | Другорядна роль; 20 епізодів              |